# بلبل سینه‌رگه‌ای
بلبل سینه‌رگه‌ای (نام علمی: Hypsipetes siquijorensis) یک گونه پرنده آوازخوان از تیرهٔ بلبلان (Pycnonotidae) است.
این گونه بومی فیلیپین است که در ویسایا در جزایر جزیره تابلاس، سیکیجور، سبو و رومبلون یافت می‌شود. باور بر این است که این گونه یک گونه پیچیده است و سه زیرگونهٔ آن همگی گونه‌های مجزایی هستند که عبارتند از: بلبل سیبویی، بلبل تابلاس و بلبل سیکیجور. زیستگاه طبیعی آن جنگل‌های جلگه‌ای نمناک گرمسیری و بوته‌زارهای نمناک گرمسیری است.